# Тонкопалый суслик
Тонкопалый суслик, или земляная среднеазиатская белка (лат. Spermophilopsis leptodactylus) — вид млекопитающих из отряда грызунов. Единственный представитель одноимённого рода грызунов из семейства беличьих. Морфологически близок к африканским земляным белкам и некоторыми систематиками выделяется вместе с ними в особое подсемейство Xerinae.

## Описание
Длина тела 22 − 30,5  см, хвоста 4,5 — 10 см. Окраска верхней стороны тела песчано-жёлтая. Хвост снизу чёрный с оторочкой из белых волос, сверху той же окраски, что и спина.
Защечные мешки отсутствуют. Летний мех без подшерстка, очень короткий и жесткий, каждый волос имеет вид плоской иглы. Окраска летнего меха светлая, ярко-жёлтая или с красновато-охристым налетом. Зимняя шерсть длинная, мягкая и шелковистая, соломенно-желтого цвета с мелкими темными пестринками. Подшерсток хорошо развит. Сосков восемь.
Задние конечности значительно длиннее передних;, густо покрытая по всей поверхности подошвы волосами, они увеличивают площадь ступней и облегчают передвижение по песку. Когти очень длинные, особенно на пальцах передних конечностей. Весенняя линька начинается от конца февраля до конца апреля, осенняя — с конца сентября.
Голос напоминает резкое стрекотание

## Ареал
Обитает в песчаных пустынях Средней Азии от Каспийского моря до песков Прибалхашья включительно и Казахстана, Узбекистана, Таджикистана, в северных районов Ирана и Афганистана. Населяет преимущественно барханные и бугристые пески, реже участки с лёссово-песчаными, лёссовыми и щебнистыми грунтами, окраины саксауловых и тамарисковых зарослей.

## Подвиды
Различают два подвида.
- Обыкновенный тонкопалый суслик (Spermophilopsis leptodactylus leptodactylus) отличается светлой палево-песчаной окраску летнего меха.
- Тонкопалый суслика Шумакова (Spermophilopsis leptodactylus schumakovi) — Размеры несколько крупнее. Летний мех с примесью серовато-рыжих тонов, зимний мех темнее, чем у обыкновенного подвида.

## Образ жизни
В отличие от других видов, никогда не селится большими колониями. Обычно в норе живёт пара сусликов, а иногда даже один зверёк. Нора глубиной до 5 метров, с многочисленными разветвлениями, слепыми боковыми ходами и несколькими камерами, расположенных в местах разветвлений. Также роет и временные норы, имеющие более простое устройство, чем постоянные.
Ведёт дневной образ жизни, и в нору прячется только в жаркие часы. В отличие от других видов сусликов, не впадает в зимнюю спячку. Зимой не выходит из норы лишь в самые сильные морозы. В июле и августе — самое жаркое время года в местах обитания вида, жизнедеятельность значительно снижается, суслики реже выходят из норы.
В отличие от других видов быстро бегает и в поисках пищи и может уходить на далёкие расстояния от своей норы.
Питается как подземными, так и надземными частями растений, поедает также насекомых. Поедает стебли песчаной осоки, семена, клубни луковичного мятлика, луковицы тюльпанов, дикого лука, плоды каллигонума, саксаула и другие, в поисках плодов часто забирается на кусты.

## Размножение
Один раз (реже два) в год приносит 2— 5, реже до 7 детёнышей. Течка приблизительно с середины февраля. Рождение детенышей — с конца апреля или начала мая.

## Значение
Встречается далеко от культурных площадей и не вредит земледелию, вредная деятельность сказывается в уничтожении закрепляющих песок растений.
Даёт второстепенную пушнину. Природный носитель возбудителей чумы и некоторых других болезней.
Хорошо переносит неволю и может содержаться как домашнее животное.